# Kvarntjärnen (Bollnäs socken, Hälsingland)
Kvarntjärnen är en sjö i Bollnäs kommun i Hälsingland och ingår i Testeboåns huvudavrinningsområde.